# Skulpturenpark Heidelberg

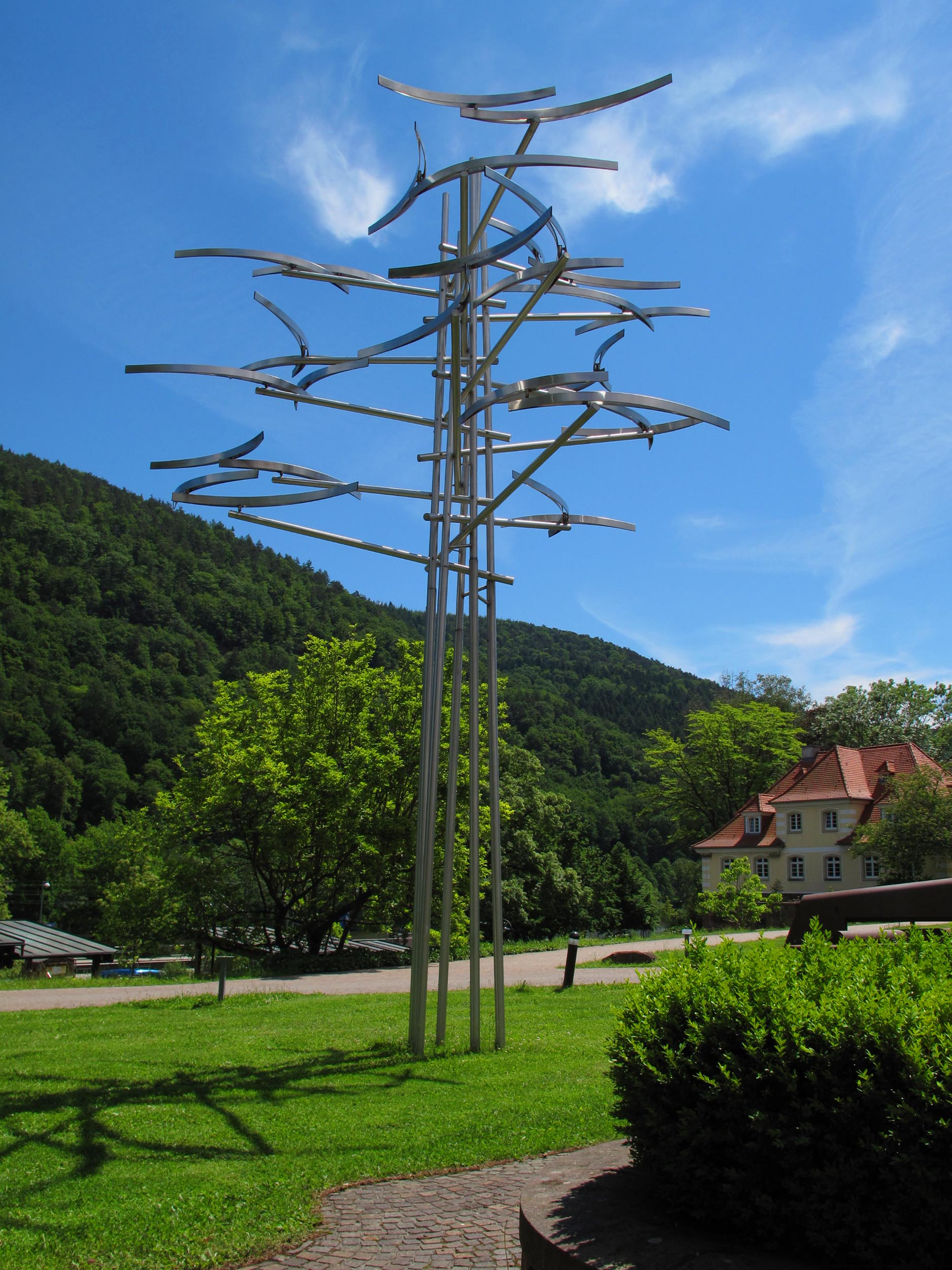
Life is movement von Hans-Michael Kissel

Der Skulpturenpark Heidelberg ist ein Skulpturenpark im Garten- und Landschaftspark der Orthopädischen Universitätsklinik Heidelberg in Heidelberg-Schlierbach.

## Zielsetzung und Entwicklung
1995 wurde der Verein „Freunde und Förderer des Skulpturenparks Heidelberg e. V.“ gegründet. Sein Ziel ist die Förderung der zeitgenössischen Kunst, insbesondere die Förderung junger Künstler, einen Raum für Kultur und Erholung für die Patienten und Besucher der Klinik zu schaffen sowie einen überregionalen kulturellen Anziehungspunkt in Heidelberg zu etablieren. Anfangs war Peter Anselm Riedl beratend tätig. Manche der Werke wurden durch den Verein angekauft, die Mehrzahl der Werke aber sind Leihgaben einzelner Künstler und Dauerleihgaben, etwa von der Kunsthalle Mannheim.

## Ausstellungen
Jedes Jahr zeigt der Skulpturenpark eine Sonderausstellung. Zu den mit «K» gekennzeichneten Ausstellungen erschien ein Katalog.
- 2007: Gottfried Honegger[4]
- 2009: David Nash
- 2010: Gisela von BruchhausenK
- 2011: Herbert MehlerK
- 2012: Robert SchadK,[5]
- 2012–2014: Claus Bury, (s/w Fotografien)
- 2013: Vera RöhmK
- 2014: „Franz Bernhard – in Erinnerung an einen großen Bildhauer“K,[6]
- 2015 „Junge Kunst - Junge Künstler.“ Der Manfred Fuchs-Preis wurde Sebastian Kuhn, der Förderpreis Marten Georg Schmid verliehen.
- 2016: Werner PokornyK
- 2017: Nigel HallK
- 2018: „Junge Kunst – Junge Künstler.“ Der Manfred Fuchs-Preis wurde Jochen Damian Fischer und André Wischnewski zuteil, ein Zweiter Preis Peco Kawashima
- 2019: Reiner SeligerK,[7]
- 2020: MeuserK,[8]
- 2021: „Junge Kunst – Junge Künstler“.K Auf der Vernissage der Ausstellung am 4. Juli wurden die Manfred Fuchs-Preise 2021 verliehen: Laura Sacher (1. Preis), Nino Maaskola (2. Preis), Kazunori Kura (3. Preis). Viviana Abelson und Gary Schlingheider wurden die beiden Sonderpreise zuteil.[9][10]
- 2022: Alf Lechner[11]
- 2023: Alicja Kwade[12][13][14]
- 2024: Ausstellung „Junge Kunst 2024“,[15] der Manfred-Fuchs-Preis ging an Katrine Hoffmeyer Tougård.[16]
- 2025: Tony Cragg – Fünf Groß-Skulpturen. Die Schau wird am 18. Mai 2025 eröffnet.[17]

## Sammlung
| Bild | Künstler / Künstlerin                    | Titel / Material / Jahr                                                                     | Anmerkungen |  |
| ---- | ---------------------------------------- | ------------------------------------------------------------------------------------------- | --- |  |
|      | Klaus Horstmann-Czech 1943               | Atlantis Marmor, Edelstahl 1995                                                             | |  |
|      | Jochen Damian Fischer (geb. 1984)        | Carré Beton, Holz 2018                                                                      | Die begehbare Beton-Skulptur bewegt sich zwischen Kunst und Architektur. |  |
|      | Felix Oehmann (geb. 1985)                | Bauchgefühl Aluminium 2017                                                                  | Das T-Shirt als den modernen Menschen verbindendes Kleidungsstück schützt vor Nacktheit und Kälte. Das Loch in Bauchhöhe bietet Ein- und Durchblick.                                                                   |  |
|      | Gisela von Bruchhausen (geb. 1940)       | Das Fenster im Freien Stahl, verzinkt, bemalt Leihgabe der Kunsthalle Mannheim 1990         | Die Künstlerin thematisiert den Gegensatz von offen und geschlossen, erdenschwarz und himmelblau. |  |
|      | Hannes Meinhard (1937–2016)              | 3 Stelen geschmiedet Stahl Leihgabe des Künstlers 2000                                      | |  |
|      | Klaus Horstmann-Czech (1943–2022)        | Durchlaufende Kugel, 3 Phasen Aluminium 1977–1991                                           | Mit der verschwindenden und wieder erscheinenden Kugel ruft der Künstler die Illusion von Bewegung hervor. |  |
|      | Robert Schad (geb. 1953)                 | Enfim Leihgabe des Künstlers Stahl 2000                                                     | Minimalistisch reckt sich der Vierkantstahl in die Höhe und scheint im Nichts zu enden. |  |
|      | Hans Steinbrenner (1928–2008)            | Figur Muschelkalk Leihgabe des Künstlers 1993                                               | |  |
|      | Karl Hartung 1908–1967                   | Flügelsäule Bronze (geb. 1960)                                                              | Die Flügelsäule strebt nach oben, als wolle sie sich von der Erdenschwere lösen. Doch die Oberfläche wirkt porös, vertrocknet, erstarrt.                                                                               |  |
|      | Claus Bury (geb. 1946)                   | Gegenläufig Holz Leihgabe des Künstlers 2007                                                | Schiffe oder Boote sind ein zentrales Sujets Burys. |  |
|      | Gottfried Honegger (1917–2016)           | Gelbe Pliage C115 Eisen, Epoxy 2001                                                         | Pliage ist das französische Wort für Falzung. |  |
|      | Philipp Morlock (geb. 1974)              | Große Vögel, kleine Vögel Beton, Schlagmetall 2015                                          | Große Vögel, kleine Vögel ist ein Spielfilm des italienischen Regisseurs Pier Paolo Pasolini. |  |
|      | Christoph Freimann (geb. 1940)           | Großer Bug 2 1987                                                                           | Freimann verwendet industriell vorgefertigte Einzelteile. Seine Skulpturen sind aus zwölf Winkelprofilen – wie das Kantengerüst eines Quaders – zusammengefügt und in roter Industriefarbe lackiert.                   |  |
|      | Werner Pokorny (1949–2022)               | Haus und durchbrochene Form COR-TEN-Stahl Schenkung Manfred Lautenschläger 1995             | Haus und Rippen variiert Pokorny in Stahl. Signalisiert das Haus Schutz und Geschlossenheit, so öffnen sich die Rippen dem Durchblick.                                                                                 |  |
|      | Amadeo Gabino (1922–2004)                | Hommage à Friedrich Schiller COR-TEN-Stahl Leihgabe der Kunsthalle Mannheim 1992            | Typisch ist die Spannung von konvexen und konkaven Formen. |  |
|      | Hans-Michael Kissel (geb. 1942)          | Life is movement Edelstahl geschliffen, kugelgelagert 1996                                  | Diese kinetische Windskulptur hat eine Höhe von 10 Meter und ist dem ehemaligen Direktor der Klinik Horst Cotta gewidmet. Der Wind setzt die geschliffenen Stahlblätter in Bewegung, die das Sonnenlicht reflektieren. |  |
|      | Klaus Duschat (geb. 1955)                | Mount Palomar Stahl, teilweise farbig gefasst Leihgabe der Kunsthalle Mannheim 1993         | Das Palomar-Observatorium war etwa 30 Jahre lang das größte Teleskop der Welt. |  |
|      | Jochen Kitzbihler (geb. 1966)            | Mu Basaltlava – Mayen Schenkung Manfred Lautenschläger 1999                                 | Mu (nichts) ist ein Schlüsselbegriffe der buddhistischen, besonders der Zen-Schule. |  |
|      | Vera Scholz von Reitzenstein (1924–2018) | ohne Titel Kalkstein Leihgabe der Künstlerin 1957–1959                                      | Die drei Arbeiten stellen Naturformen dar. |  |
|      | Hartmut Stielow (geb. 1957)              | ohne Titel Leihgabe des Künstlers 1997                                                      | |  |
|      | Friedrich Gräsel (1927–2013)             | Raumplastik I-UX 1 Edelstahl farbig geglüht 1978                                            | Friedrich Gräsel verwendet vorgefertigte Industrieprodukte. |  |
|      | Vera Röhm (geb. 1943)                    | Schattenlabyrinth (3 Module) Aluminium, lackiert Leihgabe der Künstlerin 1987 / 1993 / 1998 | Die Phänomene von Raum und Zeit, Licht und Schatten, Bewegung und Wahrnehmung sind Röhms Themen. |  |
|      | Bernhard Heiliger (1915–1995)            | Solarica Y Stahl 1989, (aufgestellt 1993)                                                   | Kugel, Linie, Fläche – mit diesen Grundelementen arbeitete Heiliger in seiner Eisenskulptur. |  |
|      | Peco Kawashima (geb. 1979)               | Someone who knows how to use it well Edelstahl, Kupfer 2018                                 | Der Schatten dieser Sonnenuhr ohne Zahlen zeigt nicht die Uhrzeit, sondern das Vergehen der Zeit. |  |
|      | Herbert Mehler (geb. 1949)               | „Spola“ Werkreihe „Kavex“ (WV 731) COR-TEN-Stahl Leihgabe des Künstlers 2007                | Der geborene Künstler hat eine eigene Formensprache entwickelt, die von geometrischen Grundformen oder der Natur ausgeht.                                                                                              |  |
|      | Nigel Hall (geb. 1943)                   | Stretched Diagonals Stahl farbig gefasst 2003                                               | Das Werk löst Assoziationen an einen vertikal stehenden Kamm aus. |  |
|      | Klaus Duschat (geb. 1955)                | Tisch Stahl Leihgabe des Künstlers 1994                                                     | |  |
|      | Bernadette Hörder (geb. 1962)            | Weg 1996                                                                                    | |  |
|      | André Wischnewski (geb. 1983)            | Whatever you say Stahl 2018                                                                 | Eine um das Zwanzigfache vergrößerte Comicheftseite in Stahl wurde ihrer Bilder und Sprache beraubt. |  |
|      | Simon Speiser (geb. 1988)                | Wings of Variegation Druck auf Metallplatte 2018                                            | Mithilfe einer speziellen Software, die vor allem für die Entwicklung von Computerspielen genutzt wird, wurde eine Druckvorlage für eine Metallplatte hergestellt.                                                     |  |

- Gisela von Bruchhausen (geb. 1940): Magnifizenz, 1989
- Gisela Weber: 2 Zeichen, 1991
- Susanne Specht (geb. 1958): Tempel, 1996